# Corestheta minima
Corestheta minima là một loài bọ cánh cứng trong họ Cerambycidae.